# Masayuki Suzuki (réalisateur)
Pour les articles homonymes, voir Masayuki Suzuki et Suzuki (homonymie).
Masayuki Suzuki (鈴木雅之, Suzuki Masayuki) (né le 6 septembre 1958) est un réalisateur japonais.

## Biographie
Masayuki Suzuki nait le 6 septembre 1958 dans le quartier de Kami-Shakujii (ja) situé dans l'arrondissement de Nerima à Tokyo. Il est diplômé de la Nikkatsu Visual Arts Academy, l'école de cinéma gérée par les studios Nikkatsu.
Masayuki Suzuki commence sa carrière à la télévision chez Kyodo Television et attire rapidement l’attention pour son talent de metteur en scène avec des succès tels que Tales of the Unusual (à partir de 1990) et Shiratori reiko de gozaimasu! (1993) puis rejoint ensuite Fuji TV en 1994.
Il fait ses premiers pas au cinéma avec l'adaptation du shōnen manga à succès Great Teacher Onizuka en 1999. En 2019, son film Masquerade Hotel est présenté en compétition pour le Soleil d'or au festival du cinéma japonais contemporain Kinotayo.

## Filmographie partielle

### À la télévision
- 1990 - 2013 : Tales of the Unusual (世にも奇妙な物語 映画の特別編, Yonimo kimyō na monogatari: Eiga no tokubetsu hen?)
- 1993 : Shiratori reiko de gozaimasu! (白鳥麗子でございます!?)
- 2017 : Fuku kaze wa aki (吹く風は秋?), second téléfilm de la trilogie Hashi monogatari (橋ものがたり?)[4]

### Au cinéma
- 1999 : GTO
- 2000 : Tales of the Unusual (世にも奇妙な物語 映画の特別編, Yonimo kimyō na monogatari: Eiga no tokubetsu hen?) co-réalisé avec Mamoru Hosi, Masayuki Ochiai et Hisao Ogura
- 2004 : Ninnin, la légende du ninja Hattori (NIN×NIN 忍者ハットリくん THE MOVIE, Nin x Nin: Ninja Hattori-kun, the Movie?)[5]
- 2007 : HERO
- 2011 : Princess Toyotomi (プリンセス トヨトミ, Purinsesu Toyotomi?)
- 2015 : HERO 2
- 2017 : Honnōji Hotel (本能寺ホテル, Honnō-ji hoteru?)
- 2019 : Masquerade Hotel (マスカレード・ホテル, Masukaredo hoteru?)

## Récompenses et distinctions
Sauf indication contraire, les informations mentionnées dans cette section peuvent être confirmées par la base de données cinématographiques IMDb,  présente dans la section « Liens externes ».

### Récompenses
- 2001 : prix de la critique internationale pour Tales of the Unusual au festival international du film fantastique de Gérardmer[6]

### Sélections
- 2019 : en compétition pour le Soleil d'or avec Masquerade Hotel au festival du cinéma japonais contemporain Kinotayo 2019[3]
- 2019 : Hōchi Film Award du meilleur film pour Masquerade Hotel